# Johannes Hofer
Pour les articles homonymes, voir Hofer.
 (novembre 2011).
Johannes Hofer, né à Mulhouse le 27 avril 1669, mort à Mulhouse le 26 mars 1752, est un médecin alsacien, resté célèbre pour être à l'origine du concept de nostalgie.

## Biographie
Johannes Hofer est né en 1669 dans la ville de Mulhouse, alors République indépendante alliée des cantons suisses. Il est le fils de Matthias Hofer (1619-1675), pasteur de l'église réformée Saint-Étienne et de Cleopha Hartmann. Malgré la mort prématurée de son père, Hofer est admis en 1684 à la célèbre université de Bâle, où il étudiera d'abord la philosophie, puis la médecine. Il sera alors élève du célèbre professeur et médecin bâlois Theodor Zwinger.
Diplômé de ladite faculté en 1689, Hofer revient à Mulhouse où il occupera, à côté de la fonction de médecin municipal, de nombreuses charges administratives et politiques, de conseiller municipal (à partir de 1710) à bourgmestre (charge qu'il occupe durant trente-deux ans, de 1716 à 1748).
Il épouse en 1690 en premières noces Margreth Engelmann, fille du bourgmestre d'alors. Veuf dès 1693, il épouse l'année suivante Elisabeth Hartmann. Il aura cinq enfants avec elle, dont l'un, Johannes Hofer II (1697-1781) sera également un éminent médecin et botaniste.

## Hofer et le concept de nostalgie
En 1688, un an avant de soutenir sa thèse principale de doctorat « Dissertatio medica inauguralis de hydrope ovarii muliebris », Johannes Hofer soutient une thèse secondaire devant le professeur Johann Jacob Harder, où il décrit un mal, qu'il va dénommer « nostalgie ». La thèse est publiée à Bâle en 1745 sous le titre « Dissertatio curiosa-medica, de nostalgia, vulgo : Heimwehe oder Heimsehnsucht ». C'est la première fois qu'est décrit le « mal du pays », particulièrement douloureux, qui frappe les mercenaires suisses qui ont quitté les alpages pour servir en France ou en Italie. Le terme de nostalgie revêt alors pour son auteur un aspect strictement médical et s'analyse en un véritable traumatisme. D'autres médecins, dont Johann Jakob Scheuchzer, s'inspireront de travaux de Hofer, en tentant de chercher les raisons physiologiques de ce mal.